# Peter Cohen
Peter Cohen (Lund, 23 de Março de 1946) é um cineasta sueco, nascido na cidade de Lund, um ano após o término da Segunda Guerra Mundial e cujo pai foi um judeu alemão perseguido pelo regime nazista, tendo fugido de Berlim em 1938. Sua principal obra, um documentário que levou alguns anos para atingir os cinemas alternativos dos Estados Unidos da América e Brasil, narra a apropriação do líder da Alemanha nazista, Adolf Hitler, de um discurso estético para legitimar a perseguição e extermínio dos judeus e de outras minorias na Alemanha da década de 1930, legitimando assim o título adotado para descrever o regime totalitário nazista. No livro de Hannah Arendt intitulado As Origens do Totalitarismo, por sua vez, o terror totalitário hitleriano também serviria para traduzir, na realidade, o mundo fictício da ideologia e confirmá-la, tanto em seu conteúdo quanto em sua lógica “deformada”.

## Biografia
Nasceu em Lund, na Suécia, onde cresceu e tornou-se fotógrafo profissional quando tinha 18 anos, tendo estudado na Escola de Cinema de Estocolmo e no Instituto Dramático de Documentários até 1975.  Cohen produziu mais de 40 documentários e filmes infantis, premiados internacionalmente. Seu longa The Story of Chaim Rubowski and the Jews of Lodz foi citado pela crítica americana como um dos melhores do ano de 1984.

## Filmografia
- Arquitetura da Destruição (1988)
- Homo Sapien 1900 (1998)